# Down Among the Z Men
Pour plus de détails, voir Fiche technique et Distribution.
Down Among the Z Men est un film britannique réalisé par Maclean Rogers (en), sorti en 1952.

## Synopsis
Alors qu'il veut rendre au professeur Pureheart une formule d'arme secrète oubliée dans son magasin, Harry Jones se retrouve enrôlé malgré lui dans la réserve. Il va y rencontrer Carole Gayley, agent du MI5 infiltrée dans le camp d'entraînement, et l'aider à démasquer des espions.

## Fiche technique
- Titre original : Down Among the Z Men
- Réalisation : Maclean Rogers (en)
- Scénario : Jimmy Grafton (en), Francis Charles
- Direction artistique : Don Russell
- Photographie : Geoffrey Faithfull
- Son : Charles T. Parkhouse
- Montage : Peter Mayhew
- Production : Edwin J. Fancey (en)
- Production associée : Jimmy Grafton (en)
- Société de production : E. J. Fancey Productions (en)
- Société de distribution : New Realm Pictures
- Pays de production :  Royaume-Uni
- Langue originale : anglais
- Format : Noir et blanc  — 35 mm — 1,37:1 — son mono
- Genre : Comédie
- Durée : 71 minutes
- Date de sortie : Royaume-Uni : octobre 1952

## Distribution
- Harry Secombe : Harry Jones
- Michael Bentine (en) : Professeur Pureheart
- Spike Milligan : 2de classe Eccles
- Peter Sellers : Colonel Bloodnok
- Carole Carr : Carole Gayley
- Clifford Stanton : Stanton
- Robert Cawdron : Sergent Bullshine
- Andrew Timothy : Capitaine Evans